# Tjörneshreppur
Tjörneshreppur is een gemeente in het noorden van IJsland in de regio Norðurland eystra. Het heeft 63 inwoners (in 2005) en een oppervlakte van 199 km². De gemeente omvat het grootste deel van het schiereiland Tjörnes, tussen de baai Skjálfandi en het fjord Öxarfjörður.
Akureyrarkaupstaður · Norðurþing · Fjallabyggð · Dalvíkurbyggð · Eyjafjarðarsveit · Hörgársveit · Svalbarðsstrandarhreppur · Grýtubakkahreppur · Skútustaðahreppur · Tjörneshreppur · Þingeyjarsveit · Svalbarðshreppur · Langanesbyggð